# Myomyscus angolensis
Myomyscus angolensis là một loài động vật có vú trong họ Chuột, bộ Gặm nhấm. Loài này được Bocage mô tả năm 1890.